# Гаврилково (Тверская область)
Гаврилково — деревня в Лихославльском районе Тверской области.

## География
Находится в центральной части Тверской области на расстоянии приблизительно 44 км на север-северо-восток по прямой от районного центра города Лихославль.

## История
Деревня была отмечена как Гаврилкова ещё на карте Менде, состояние местности на которой соответствует 1848 году. До 2021 деревня входила в Толмачёвское сельское поселение (Тверская область) Лихославльского района до его упразднения.

## Население
Численность населения: 29 человек (русские 45 %, карелы 55 %) в 2002 году, 15 в 2010.